# 不一致的謬誤
不一致的謬誤（fallacy of inconsistency）是一種非形式謬誤，是指宣稱的命題自我衝突或自我推翻而缺乏說服力的情形。
所謂自我衝突（或自我矛盾、自相矛盾），是指宣稱的命題不能全部為真。如「自相矛盾」的故事：「這支矛能刺穿全天下的盾」「這個盾能抵禦全天下的矛」，即這支矛既能刺穿世界上所有的盾並且又不能，便犯了自相矛盾的謬誤。如果這些命題都是用作論證的前提，可稱作矛盾的前提（Contradictory Premises）。
所謂自我推翻，是指對某命題的肯定，加上一般的知識常識或論者的言行，可推理出對該命題的否定。例如「我說的話都是假的」「我一句漢語都不會講」「這是低級的事，我不想評論」。

## 不一致謬誤的例子

### 自相矛盾
自相矛盾（自我衝突）

我賣的東西都是上等貨，先看看我手上的矛，它可以刺穿全天下的盾；再看看我手上的盾，它可以阻擋全天下的矛。

### 破釜邏輯
破釜邏輯（自我衝突）

某人的鄰居指控某人把借去的鍋子弄壞，某人反駁：第一，我歸還鍋子時，鍋子還是好的。第二，我借走鍋子時，鍋子已經壞了。第三，我根本沒有借鍋子。

某人提出的三個理由不可能同時成立。（參見破釜邏輯）

### 我不會說漢語
我不會說漢語（自我推翻）

- 小明：我一句漢語都不會講，這次去中國多照顧照顧啊。

當小明說出這句含漢語的話時，已經證明小明一句漢語都不會講不是真的了。

### 你不該批評我
你不該批評我（自我推翻）

- 你有你的想法，我有我的想法，沒有誰對誰錯，所以你不該批評我。

如果此人的主張「不該批評人」是對的，此人便不該批評人，但此人正用這段話批評對方批評他的行為是錯的，因而他的主張「不該批評人」是自我推翻的。

## 自我推翻的反例

### 勿把動物做成衣服
- 甲：把動物做成衣服穿是不對的。
- 乙：但是，你穿了件皮夾克。
- 甲：你說的對，我不應該穿皮夾克的，我以後絕對不會再買。

由於甲接受將「把動物做成衣服穿是不對的」的標準套用在自己身上，因此並未自我推翻。（參見冤冤相报）

### 有例外的速限規定
法律上每個人都應該遵守速限，但台北市例外。

如某人主張規則毫無例外，行為卻不遵從規則，便是自我推翻；此說本身便主張規則有例外，故不屬自我推翻。然而，此說沒有為例外提供足夠理由，涉及乞題謬誤。（參見片面辯護）

## 外部連結
- （英文）The Logical Fallacies: Inconsistency（页面存档备份，存于）